# Colonia Molino del Carmen
Colonia Molino del Carmen är en ort i Mexiko.   Den ligger i kommunen Mexquitic de Carmona och delstaten San Luis Potosí, i den centrala delen av landet, 400 km nordväst om huvudstaden Mexico City. Colonia Molino del Carmen ligger 1 821 meter över havet och antalet invånare är 153.
Terrängen runt Colonia Molino del Carmen är kuperad västerut, men österut är den platt. Runt Colonia Molino del Carmen är det ganska tätbefolkat, med 54 invånare per kvadratkilometer. Närmaste större samhälle är Ahualulco, 3,1 km nordväst om Colonia Molino del Carmen. Omgivningarna runt Colonia Molino del Carmen är i huvudsak ett öppet busklandskap.